# Ihor Radivilov
Ihor Vitalijovyč Radivilov (in ucraino Ігор Віталійович Радівілов?; Mariupol', 19 ottobre 1992) è un ginnasta ucraino.

## Biografia
il 4 settembre 2016 ha sposato Anhelina Kysla, anche lei ginnasta artistica di caratura internazionale.
Ha rappresentato l'Ucraina a tre edizioni consecutive dei Giochi olimpici estivi: Londra 2012, Rio de Janeiro 2016 e Tokyo 2020, vincendo la medaglia di bronzo nel volteggio.

## Palmarès
- Giochi olimpici

Londra 2012: bronzo nel volteggio.
- Mondiali

Nanning 2014: argento nel volteggio.
Montréal 2017: argento nel volteggio.
Stoccarda 2019: bronzo nel volteggio.
Liverpool 2022: bronzo nel volteggio.
- Europei

Montpellier 2012: argento nel volteggio.
Mosca 2013: oro negli anelli.
Sofia 2014: argento nel volteggio; bronzo a squadre.
Montpellier 2016: argento nel volteggio.
Cluj-Napoca 2017: bronzo negli anelli.
Glasgow 2018: argento nel volteggio.
Mersin 2020: oro nel volteggio; oro a squadre; bronzo negli anelli;
Basilea 2021: oro nel volteggio;
Monaco di Baviera 2022: bronzo nel volteggio;
Adalia 2023: bronzo nel volteggio;
- Giochi europei

Baku 2015: argento a squadre.
Minsk 2019: bronzo negli anelli; bronzo nel volteggio.
- Universiadi

Kazan' 2013: argento a squadre; bronzo negli anelli; bronzo nel volteggio;
Gwangju 2015: argento negli anelli; argento nel volteggio, bronzo a squadre;
Taipei 2017: argento a squadre;